# Fuente el Carnero
Fuente el Carnero és una població del municipi de Corrales del Vino, a la província de Zamora, a la comarca de Tierra del Vino.
Limita al nord amb Corrales del Vino, al sud amb El Cubo del Vino, a l'est amb Santa Clara de Avedillo i Cuelgamures i a l'oest amb Peleas de Arriba.
És la localitat menys poblada de la comarca amb 50 habitants. Això no obstant, a l'edat mitjana va ser una població molt important.
És molt important l'església de San Esteban, perquè és un dels millors exemples del romànic a la província. Al seu interior es conserven importants obres d'art de totes les èpoques, algunes d'aquestes provinents del desamortitzat Monasterio de Valparaíso. Va ser declarat Bien de Interés Cultural l'any 1983.